# Volgodonsk

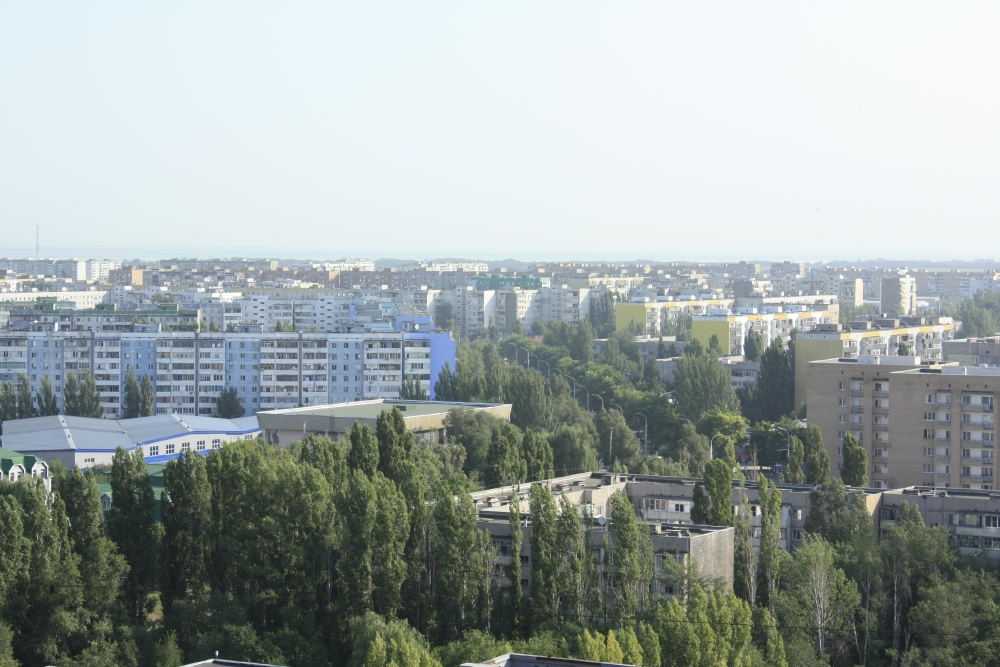
Vy över Volgodonsk.

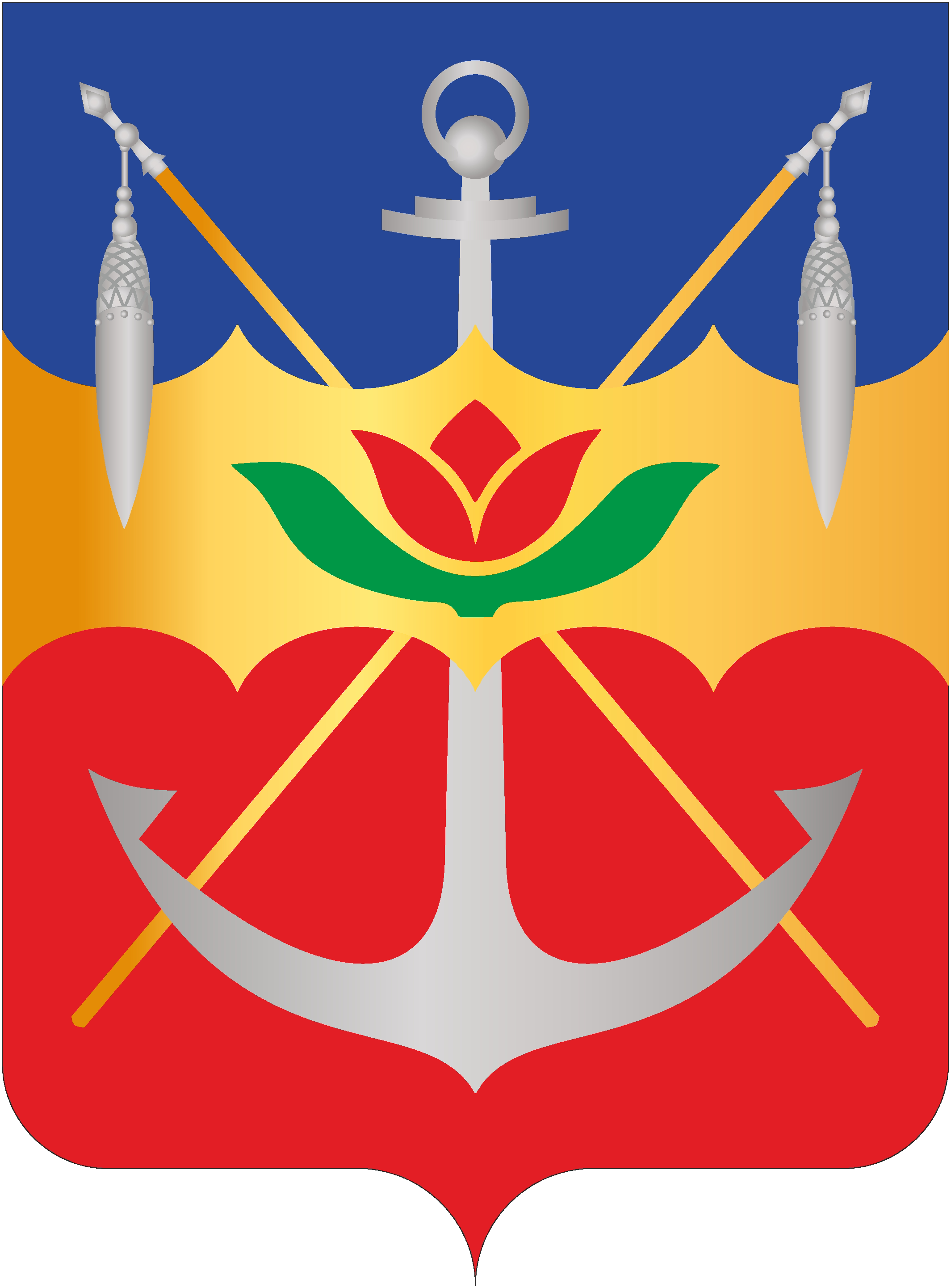
Stadens vapen.

Volgodonsk (ryska Волгодо́нск) är en stad i Rostov oblast i Ryssland. Folkmängden uppgick år 2012 till cirka 170 000 invånare.
Utanför staden ligger Rostov kärnkraftverk.

## Administrativt område
Volgodonsk administrerade tidigare områden utanför centralorten. Dessa områden är numera sammanslagna med centrala Volgodonsk.
| Område     | Invånarantal 9 oktober 2002 | Invånarantal 14 oktober 2010 | Invånarantal 1 januari 2015 |
| ---------- | --------------------------- | ---------------------------- | --------------------------- |
| Volgodonsk | 165 994                     | 170 841                      | 170 230                     |
| Landsbygd  | 6 407                       | Ingen uppgift                | Ingen uppgift               |
| TOTALT     | 172 401                     | 170 841                      | 170 230                     |